# Williams FW31
El Williams FW31 es un coche de Fórmula 1, diseñado y construido por el equipo Williams para la temporada 2009. El coche se dio a conocer el 19 de enero de 2009 en el Autódromo Internacional do Algarve, y fue conducido por primera vez por el piloto de pruebas del equipo Nico Hülkenberg. Fue un coche que estaba metido en la pelea por puntos en muchas ocasiones en manos de Nico Rosberg, que pudo haber terminado en tercera posición durante el Gran Premio de Singapur de no haber pisado la línea en la salida de la calle de boxes y recibir una penalización por ello. En contraste con el buen rendimiento de Rosberg durante el año, su compañero Nakajima no fue capaz de anotar un solo punto en toda la temporada, Su mejor resultado en la temporada dos novenos puestos en Hungría y Singapur. Siendo el único piloto de Williams que no suma ningún punto desde Alex Zanardi en 1999.

## Controversia con el difusor
En primera carrera de la temporada, una queja oficial se puso en marcha por ciertos equipos contra los difusores traseros del Williams FW31, Toyota TF109 y Brawn BGP 001 diciendo que eran ilegales, pero tras analizar los coches, la FIA informó que los coches eran legales durante el Gran Premio de Malasia.

## Resultados
(Clave) (negrita indica pole position) (cursiva indica vuelta rápida)
| Año  | Motor                | Neu. | N.º | Pilotos         | 1   | 2    | 3   | 4   | 5   | 6   | 7   | 8   | 9   | 10  | 11  | 12  | 13  | 14  | 15  | 16  | 17  | Puntos | Pos. |
| ---- | -------------------- | ---- | --- | --------------- | --- | ---- | --- | --- | --- | --- | --- | --- | --- | --- | --- | --- | --- | --- | --- | --- | --- | ------ | ---- |
| 2009 | Toyota RVX-09 2.4 V8 | B    |     |                 | AUS | MYS‡ | CHN | BHR | ESP | MON | TUR | GBR | GER | HUN | EUR | BEL | ITA | SIN | JPN | BRA | ABU | 34.5   | 7º   |
| 2009 | Toyota RVX-09 2.4 V8 | B    | 16  | Nico Rosberg    | 6   | 8    | 15  | 9   | 8   | 6   | 5   | 5   | 4   | 4   | 5   | 8   | 16  | 11  | 5   | Ret | 9   | 34.5   | 7º   |
| 2009 | Toyota RVX-09 2.4 V8 | B    | 17  | Kazuki Nakajima | Ret | 12   | Ret | Ret | 13  | 15≠ | 12  | 11  | 12  | 9   | 18  | 13  | 10  | 9   | 15  | Ret | 13  | 34.5   | 7º   |

- ≠ El piloto no acabó el Gran Premio, pero se clasificó al completar el 90% de la distancia total.
- ‡ Se repartió la mitad de puntos, ya que no se completó el 75% de la carrera.